# Quintet de corda (Schubert)

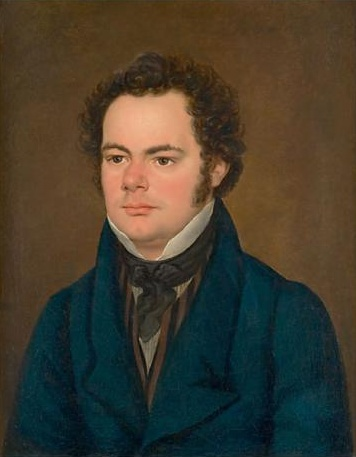
Schubert el 1827 (oli damunt tela, d'Anton Depauly)

El Quintet de corda en do major (D. 956, Op. posth. 163) és la darrera obra de música de cambra composta per Franz Schubert. De vegades se l'anomena el "Quintet de cel·lo" perquè està escrit per a un quartet de corda estàndard més un cel·lo en lloc de la viola, que és més habitual en quintets de corda convencionals. Va ser compost el 1828 i completat només dos mesos abans de la seva mort. La primera interpretació pública de l'obra no es va executar fins a l'any 1850, i la seva publicació, tres anys més tard, el 1853. L'únic quintet de corda de Schubert ha estat elogiat com a "sublim" i s'ha dit que posseeix un "patetisme molt profund"; per alguns, és considerada com la seva millor obra de cambra i una de les composicions més importants i emotives de tota la música de cambra.:183
El Quintet de corda en do major (D. 956, Op. posth. 163) és la darrera obra de música de cambra composta per Franz Schubert. De vegades se l'anomena el "Quintet de cel·lo" perquè està escrit per a un quartet de corda estàndard més un cel·lo en lloc de la viola, que és més habitual en quintets de corda convencionals. Va ser compost el 1828 i completat només dos mesos abans de la seva mort. La primera interpretació pública de l'obra no es va executar fins a l'any 1850, i la seva publicació, tres anys més tard, el 1853. L'únic quintet de corda de Schubert ha estat elogiat com a "sublim" i s'ha dit que posseeix un "patetisme molt profund"; per alguns, és considerada com la seva millor obra de cambra i una de les composicions més importants i emotives de tota la música de cambra.:183

## Composició i publicació
El quintet de corda va ser compost a l'estiu o a la tardor de 1828, en el mateix període que compongué les seves darreres tres sonates de piano i moltes de les cançons del cicle Schwanengesang. Schubert el va acabar a finals de setembre o primers d'octubre, només dos mesos abans de la seva mort. Un cop acabat, el va entregar a un dels seus editors, Heinrich Albert Probst dient-li que "finalment he escrit un quintet per 2 violins, 1 viola, i 2 violoncels ... L'assaig de quintet començarà en els dies vinents." Probst respongué mostrant interès a veure algunes de les obres vocals i sol·licitant més música popular per a piano. Fins i tot en aquesta etapa molt avançada de la carrera de Schubert es pot observar que se'l considerava més aviat un compositor de cançons i d'obres per a piano, més que com a compositor de música de cambra. L'obra va quedar sense publicar i, de fet, van caldre esperar vint-i-cinc anys fins a la seva publicació el 1853. La seva estrena pública coneguda es va produir només tres anys abans, el 17 de novembre de 1850 al Musikverein de Viena.

## Instrumentació
Aquesta obra és l'únic quintet de corda dins la producció musical de Schubert. Quan el va començar, ja havia compost molta música de cambra per a corda incloent, com a mínim, quinze quartets de corda, la majoria dels quals van ser compostos per a ser interpretats a casa seva, amb el grup instrumental familiar: dos dels germans tocaven els 2 violins, ell la viola i el pare el violoncel.
Schubert va escollir la tonalitat de do major probablement com un reconeixement cap a dos dels seus compositors més admirats: Mozart i Beethoven. Ambdós van escriure quintets de corda en aquesta tonalitat: el Quintet de corda de núm. 3 en do major, K. 515 de Mozart i el Quintet de corda, Op. 29 en do major de Beethoven. Segons Charles Rosen, el tema de l'obertura de Schubert té moltes característiques similars al del quintet de Mozart com, per exemple, grupets ornamentals, longituds de les frases irregulars, i augmentant arpegis ascendents en staccato (en aquest cas, apareix només en la recapitulació de Schubert).
Però mentre que els quintets de corda de Mozart i Beethoven són composicions per a un quartet de corda afegint una segona viola, Schubert adopta una instrumentació poc convencional emprant dos cel·los i així aconsegueix un enriquiment en el registre més greu. Abans de Schubert hi ha l'exemple de Luigi Boccherini que havia reemplaçat la segona viola per un segon cel·lo; tanmateix, l'ús del segon cel·lo per part de Schubert és molt diferent del de Boccherini; el compositor italià l'utilitzà per crear, en el fons, una línia de viola addicional. Alfred Einstein ha proposat que el fet que Schubert usés el segon cel·lo per reforçar les cordes més greus podria haver estat suggerit per George Onslow, qui va utilitzar un contrabaix en alguns dels seus quintets.

## Anàlisi
El quintet de corda consta de quatre moviments, i segueix l'habitual esquema ràpid-lent-scherzo-ràpid:
1. Allegro ma no troppo
2. Adagio
3. Scherzo. Presto – Trio. Andante sostenuto
4. Allegretto

### 1r moviment:Allegro ma no troppo
Com en altres obres tardanes de Schubert (especialment, la Simfonia núm. 9, D. 944, la Sonata per a piano en si bemoll major, D. 960, i el Quartet de corda núm. 15), D. 887, aquest quintet comença amb un moviment extremadament expansiu: un Allegro ma no troppo que representa més d'una tercera part de la longitud total de la peça, que dura habitualment uns 50 minuts. El moviment és notable pels seus inesperats girs harmònics. L'exposició, de 154 compassos, comença amb un gran acord en do major: com en el Quartet núm. 15 (D. 887), Schubert aquí "presenta les seves harmonies –en lloc d'una memorable melodia ben dibuixada– sense una pulsació rítmica normal.":183 De manera gradual, en el moviment s'incrementa la tensió amb el segon subjecte, contrastant, i en la inesperada tonalitat de mi♭ que introdueix amb un duet entre els dos violoncels. L'exposició conclou amb un acord de  dominant (sol major) que condueix de manera natural a l'acord inicial de tònica de la repetició.
Després de la repetició de l'exposició, Schubert inicia la secció del desenvolupament amb una atrevida modulació de la dominant a la submediant que "eleva la música d'una manera màgica", de sol major a la major.

### 2n moviment:Adagio
El "2n moviment", sublim, segueix un esquema de forma ternària ABA.:183. Les seccions exteriors, en mi major, és d'una tranquil·litat extraordinària mentre, en contrast, la secció central és intensament turbulenta: trenca de cop la calma entrant en la tonalitat llunyana de fa menor. Quan retorna el tema inicial, hi ha un passatge de 32 notes en el segon violoncel que sembla motivat per la turbulència anterior. En els tres darrers compassos del moviment, Schubert, d'alguna manera, interrelaciona harmònicament tot el moviment amb una modulació a la menor en la secció central i un retorn immediat a la tonalitat de mi major. Aquest ús d'estructura ternària on hi ha un gran contrast entre unes seccions exteriors més tranquil·les amb una secció central agitada, com succeeix en el segon moviment de la seva Sonata per a piano núm. 20 en la major, D. 959, composta en les mateixes dates que el quintet. La juxtaposició de mi major i fa menor, tonalitats molt distants, estableix la importància de la "relació tonal del segon grau rebaixat" (o supertònica disminuïda) "a la tònica" que serà també usada en el 3r i 4r moviments.:184

### 3r moviment:Scherzo
L'Scherzo, en do major, és simfònic, gran, amb les cordes obertes dels instruments més greus van explotar d'una manera innovadora, crea un volum sonor que sembla superar les capacitats dels cinc instruments de corda. La primera secció modula a la♭ major i després retorna a do major. La secció central d'aquests moviment està en mi♭ major, i passa a si major. El tema inicial en do major reapareix al final. El Trio és en re bemoll major, i crea un estreta relació amb la supertònica disminuïda.

### 4t moviment:Allegretto
El darrer moviment és un exuberant rondó-sonata que s'assembla al finale de Quintet en do major de Mozart.:184 El tema principal mostra una clara influència de la música hongaresa. El moviment està en la tonalitat de do major, però es construeix des de la interacció del mode major i menors.:184 Té característiques tècniques inusuals, com les dues notes final: la supertònica (re♭) i la tònica (do), amb indicació de forte en totes les parts.

## Llegat
Un cop fou estrenat i publicat en la dècada de 1850, de manera gradual, aquest Quintet de corda va ser considerat una obra mestra. Un dels primers en admirar-lo fou Brahms, i el seu Quintet de piano (1865) es va inspirar, en part, en el Quintet de Schubert. Brahms, de fet, inicialment la va escriure per a quintet de corda amb dos cel·los (el conjunt utilitzat per Schubert) i només més tard el modificà per a quintet de piano. El Quintet de piano de Brahms és en fa menor, la tonalitat de la secció central més turbulenta de l'Adagio de Schubert, mentre que el tercer moviment recorda la relació de do menor/major del Quintet de Schubert, i el moviment final en similar al de Schubert, quant remarca la supertònica disminuïda (re♭), abans de la tònica final (do).
Actualment, existeix força consens en que aquest Quintet representa un punt culminant dins el conjunt de tot el repertori de música de cambra de tots els temps.
Tot i que hi ha cap raó per creure Schubert creia per moriria poc després de compondre l'obra, el fet que el quintet va ser completat tan sols dos mesos abans de la seva mort ha inspirat alguns comentaris amb relació a que era el comiat de Schubert o que preveia la seva mort. Per a John Reed, el Quintet prefigura la mort de Schubert, en aquest final de reb seguit de do, tots dos a l'uníson i en octaves. El violinista Joseph Saunders va tenir el segon tema del primer moviment esculpit en el seva tomba; Arthur Rubinstein desitjava que interpretessin el 2n moviment en el seu funeral.
El malenconiós 2n moviment s'ha fet popular com a música de fons en escenes reflexives o nocturnes en diverses pel·lícules. Per exemple, a Nocturne Indien d'Alain Corneau, Conspiracy de Frank Pierson, La taca humana de Robert Benton, i The Limits of Control de Jim Jarmusch. També, a l'episodi núm. 21 de la sèrie televisiva, Inspector Morse, o a The Human Animal de Desmond Morris, una sèrie per a la BBC, així com al capítol 18 de la sèrie Merlí.

## Enregistraments destacats
El Quintet de corda de Schubert ha estat molt enregistrat. El primer enregistrament fou el del Quartet Cobbett el 1925. Un enregistrament de principis de la dècada de 1950 és considerat llegendari: una interpretació de 1952 amb Isaac Stern i Alexander Schneider, violins; Milton Katims, viola; i Pau Casals i Paul Tortelier, cel·los. També, hi ha la versió de 1951 del Hollywood String Quartet amb Kurt Reher al segon cel·lo que el 1994, en una reedició de l'enregistrament en CD, aconseguí un premi Gramophone).
Més actualment, Melos Quartet amb Mstislav Rostropóvitx (1977) és un enregistrament aclamat i notable, per l'originalitat, el tempo lent adoptat en l'Adagio. Rostropóvitx també ho enregistrà amb l'Emerson String Quartet (desembre de 1990) en ocasió del concert de gala que celebra el 125è aniversari de BASF AG, Ludwigshafen.